# Château de Janval
Le château de Janval est situé sur la commune de Dieppe, dans le département de la Seine-Maritime.

## Historique
En 1946, Hubert Michel, administrateur de sociétés et propriétaire du château, lègue l'édifice et les six hectares du parc à l'hôpital de Dieppe dans le but de créer un  hospice pour les personnes âgées.